# Gay Talese
Gaetano "Gay" Talese (Ocean City, 7 febbraio 1932) è un giornalista e scrittore statunitense; come giornalista per il The New York Times e la rivista Esquire negli anni '60, Talese ha contribuito a definire il giornalismo letterario contemporaneo ed è considerato, insieme a Tom Wolfe, Joan Didion e Hunter S. Thompson, uno dei pionieri del New Journalism. Gli articoli più famosi di Talese riguardano Joe DiMaggio e Frank Sinatra.

## Biografia
Figlio di Joseph Talese, sarto emigrato da Maida, Catanzaro, e Catherine De Paolo di Brooklyn, New York. La sua famiglia gestiva un negozio di abiti da donna a Ocean City, cittadina sulla costa atlantica.
Talese ha scritto la storia della sua famiglia e del paese paterno nel romanzo Unto the sons (Ai figli dei figli) del 1992.
Talese si è laureato all'Università dell'Alabama nel 1953, quindi si è trasferito a New York City riuscendo a trovare lavoro solo come fattorino al New York Times dove comunque riuscì a far pubblicare un articolo, anche se non firmato. In "Times Square Anniversary" (2 novembre 1953), Talese intervistò Herbert Kesner, redattore televisivo, responsabile della gestione dei titoli che lampeggiano sul famoso tendone sopra Times Square. Talese fece seguito con un articolo nell'edizione del 21 febbraio 1954 riguardante le sedie utilizzate sul lungomare di Atlantic City. Tuttavia, la sua carriera giornalistica in erba dovette essere sospesa, poiché fu arruolato nell'esercito degli Stati Uniti nel 1954.
A Talese era stato richiesto (come lo erano tutti gli studenti maschi dell'epoca a causa della guerra di Corea) di unirsi al Corpo di addestramento degli ufficiali di riserva (ROTC) e fu inviato a Fort Knox, Kentucky, per addestrarsi nel Tank Corps. Trovando carenti le sue capacità meccaniche, Talese fu trasferito all'Ufficio della Pubblica Informazione dove lavorò per un giornale dell'esercito, Inside the Turret (conosciuto oggi come The Gold Standard), e presto ebbe la sua rubrica, "Fort Knox Confidential".
Quando Talese completò il servizio militare nel 1956, fu riassunto dal New York Times come giornalista sportivo. Talese in seguito affermò: "Lo sport riguarda le persone che perdono, perdono e perdono. Perdono le partite; poi perdono il lavoro. Può essere molto intrigante". Tra i vari campi, la boxe aveva il maggior fascino per Talese, soprattutto perché riguardava individui impegnati in gare e quegli individui tra la metà e la fine degli anni '50 stavano diventando prevalentemente non bianchi a livello di combattimento a premi. Ha scritto 38 articoli solo su Floyd Patterson.
Talese è stato quindi assegnato all'ufficio di Albany del NY Times per coprire la politica statale. Fu un incarico di breve durata, tuttavia, poiché il suo stile meticoloso presto irritò così tanto i suoi colleghi da farlo rientrare a New York con l'incarico di scrivere necrologi. Talese ha ricordato: "Sono stato bandito al banco dei necrologi come punizione - per spezzarmi. C'erano necrologi maggiori e necrologi minori. Sono stato mandato a scrivere necrologi minori lunghi nemmeno sette paragrafi". Dopo un anno di lavoro per la sezione dei necrologi del NY Times, iniziò a scrivere articoli per il Sunday Times, che allora era gestito come organizzazione separata dal quotidiano dall'editore Lester Markel.

### Reporter di una rivista
Il primo articolo di Talese per la rivista Esquire – una serie di scene a New York City – apparve in un numero speciale di New York nel luglio 1960. Quando i sindacati del quotidiano NY Times bloccarono il lavoro nel dicembre 1962, Talese ebbe l'incarico di scrivere un prifilo su Equire del regista di Broadway Joshua Logan. Carol Polsgrove, nella sua storia di Esquire negli anni '60, sostiene che per Talese quello era il tipo di reportage che gli piaceva fare meglio: "Semplicemente essere lì, osservare, aspettando il momento culminante in cui la maschera sarebbe caduta e il vero carattere si sarebbe rivelato".

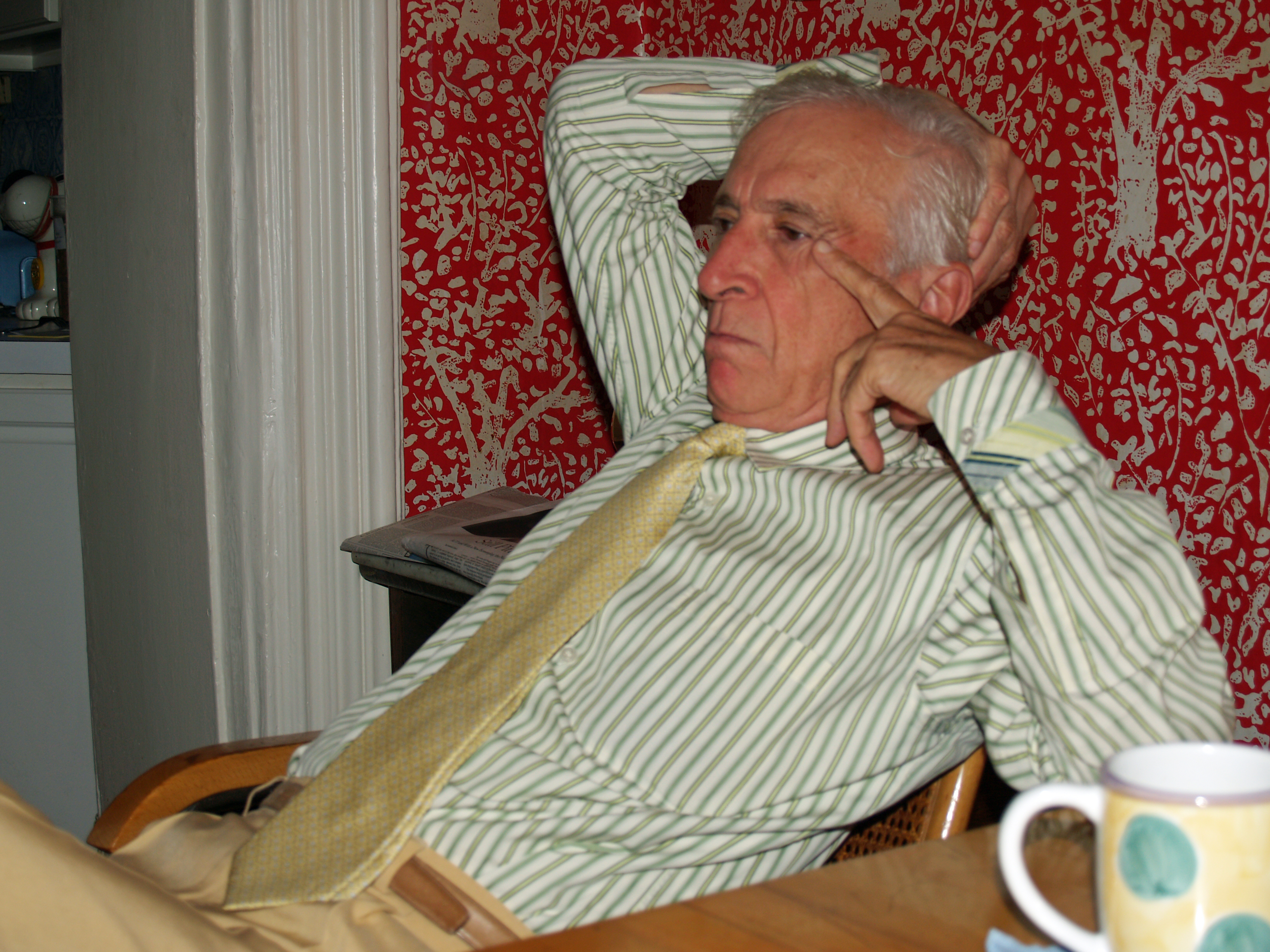
Talese a casa nel 2007

Nel 1964, Talese pubblicò The Bridge: The Building of the Verrazano-Narrows Bridge , una rappresentazione di saggistica in stile reporter della costruzione del Verrazzano-Narrows Bridge a New York City. Nel 1965 lasciò il New York Times per scrivere a tempo pieno per l'editore Harold Hayes dell'Esquire. Il suo articolo su Esquire del 1966 su Frank Sinatra, " Frank Sinatra Has a Cold ", è uno degli articoli di riviste americane più influenti di tutti i tempi e un esempio pionieristico di nuovo giornalismo e saggistica creativa. Con quella che alcuni hanno definito una struttura e un ritmo brillanti, l'articolo si concentrava non solo su Sinatra stesso, ma anche sulla ricerca di Talese riguardo al suo argomento.
Anche il celebre saggio di Talese su Esquire su Joe DiMaggio, "The Silent Season of a Hero" - in parte una meditazione sulla natura transitoria della fama - fu pubblicato nel 1966. Da parte sua, Talese considerava il suo profilo del 1966 del necrologio Alden Whitman, "Mr. Bad News", come il suo migliore.
Numerosi saggi di Talese sull'Esquire furono raccolti nel libro Fame and Obscurity del 1970; nella sua introduzione, Talese ha reso omaggio a due scrittori che ammirava, citando "un'aspirazione da parte mia di portare in qualche modo al reportage il tono che Irwin Shaw e John O'Hara avevano dato al racconto".
Nel 1971 Talese pubblicò Honor Thy Father, un libro sui travagli della famiglia criminale Bonanno negli anni '60, in particolare Joseph Bonanno. Il libro era basato su sette anni di ricerche e interviste. Honor Thy Father è stato trasformato in un film per la TV nel 1973.
Talese firmò un contratto da 1,2 milioni di dollari con Doubleday nel 1972 per scrivere due libri, di cui il primo, Thy Neighbor's Wife, previsto per il 1973. I diritti in brossura di Thy Neighbor's Wife furono venduti a Dell Publishing per $ 750.000 nel 1973. Non riuscì a rispettare la scadenza iniziale di Doubleday e spese 8 anni di ricerca sul libro, inclusa la gestione di centri massaggi a New York e la gestione di un sexy shop. Nel 1979 la United Artists pagò a Talese la cifra record di 2,5 milioni di dollari per i diritti cinematografici. Il libro fu infine pubblicato nel 1981 ma non fu prodotto alcun film.
Nel 2008, la Library of America ha selezionato il resoconto di Talese del 1970 sugli omicidi di Charles Manson, "Charlie Manson's Home on the Range", per includerlo nella sua retrospettiva di due secoli su American True Crime.
Nel 2011, Talese ha vinto il Norman Mailer Prize for Distinguished Journalism.

## Vita privata
Nel 1959, Talese sposò la scrittrice Nan Talese (nata Ahearn), editrice di New York che gestisce il marchio Nan A. Talese/Doubleday. Il loro matrimonio è stato documentato in un libro di saggistica su cui stava lavorando nel 2007.  Hanno due figlie, Pamela Talese, pittrice, e Catherine Talese, fotografa ed editor di foto.

## Opere
- New York: A Serendipiter's Journey, 1961.
- The Bridge: The Building of the Verrazzano-Narrows Bridge, 1964.  [saggio]
- The Overreachers, 1965. [reportages]
- The Kingdom and the Power, 1969. [saggio sul New York Times]
- Fame and Oscurity, 1970. [reportages]
- Onora il padre (Honor Thy Father, 1971), traduzione di Clemente Fusero, Milano, Dall'Oglio, 1972. - Milano, Corbaccio, 1992; Milano, TEA, 1994; Milano, BUR, 2011-2017. Premio Nazionale Rhegium Julii per la narrativa[6]
- La donna d'altri (Thy Neighbor's Wife, 1981), traduzione di Francesco Saba Sardi, Milano, Mondadori, 1981. - Postfazione di Walter Siti, Collana Scrittori contemporanei, BUR, 2012-2017.
- Ai figli dei figli (Unto the Sons, 1992), traduzione di Alessandra Cremonese Cambieri, Milano, Rizzoli, 1992, ISBN 88-17-84195-1. - Milano, BUR, 1996. [memoir]
- Writing Creative Nonfiction: The Literature of Reality, with Barbara Lounsberry, 1995.
- Origins of a Nonfiction Writer, 1996. [saggio]
- Frank Sinatra ha il raffreddore. Ritratti e incontri (The Gay Talese Reader: Portraits and Encounters, 2003), traduzione di Chiara Gabutti, Collana Scrittori contemporanei, Milano, BUR, 2010-2017, ISBN 978-88-17-04586-5.
- A Writer's Life, 2006. [memoir]
- The Silent Season of a Hero: The Sports Writing of Gay Talese, 2010.
- A spasso con il mio sigaro e altri racconti, Milano, Il Sole 24 Ore, 2012. [uscita in allegato al quotidiano]
- Motel Voyeur (The Voyeur's Motel, 2016), traduzione di Francesco Pacifico, Collana Scala stranieri, Milano, Rizzoli, 2017, ISBN 978-88-17-09221-0.[7]
- Bartleby and Me: Reflections of an Old Scrivener, Mariner Books, 2023, ISBN 978-03-584-5547-9.

## Articoli
- The Voyeur's Motel: Gerald Foos bought a motel in order to watch his guests having sex. He saw a lot more than that. The New Yorker, 11 aprile 2016.